# Su Wei
Dans ce nom, le nom de famille, Su, précède le nom personnel.
Su Wei, (en chinois :苏伟), né le 28 juillet 1989 à Rizhao en Chine, est un joueur de basket-ball chinois, évoluant au poste de pivot.